# Любомир Денев
Любомир Марков Денев е български композитор, диригент и джаз-пианист.

## Биография
Роден е на 12 септември 1951 г. във Видин. От ранно детство взема уроци по цигулка и акордеон. Завършва през 1971 г. Софийското музикално училище в класа по ударни инструменти на проф. Добри Палиев. Като ученик свири във филхармония „Пионер“. Прави първите си композиции в полето на джаза и поп-музиката.
През 1979 г. завършва композиция в Национална музикална академия в София при проф. Цветан Цветанов и проф. Парашкев Хаджиев и оркестров диригент в класа на проф. Константин Илиев. Още като студент участва със своето джаз-трио на няколко международни фестивали в Чехия, Полша, Югославия, Унгария, Румъния, Куба и др. Две години преди дипломирането си спечелва конкурса за стажант-диригент в Държавния музикален театър „Стефан Македонски“, където работи до 1986 г. Прави музикални постановка на редица класически оперети и съвременни мюзикъли. Специализира диригентско майсторство на международните курсове в Сиена при Франко Ферара (1980) и в Холандия при Едуард Даунс (1981), и композиция при проф. Анатол Виеру (1995, Русе). През 1983 – 1984 г. пътува в САЩ по Програмата за културен обмен.
След 1986 г. е композитор и диригент на свободна практика и е гост на симфонични оркестри в Русе, Бургас, Варна, Пловдив и др. Със Симфоничния оркестър на БНР прави записи на редица нови български творби. Има записи със Симфоничния оркестър на Гръцкото радио и телевизия и два компактдиска за американската компания „Конкорд-Рекърдс“ (1996 и 1998). Прави солови джаз-рецитали в Париж, в Германия, Словакия, Унгария и др. В периода 2008 – 2009 г. по покана на Министерството на културата на Бавария гостува в Международния културен център Вила Конкордия, където изнася лекции и дава концерти.
Като композитор твори камерна, симфонична и филмова музика, поп и джаз, както и за театъра и телевизията. Мюзикълът му „Напразни усилия на любовта“ гостува в Кайро (1989) с постановката на Камерна опера – Благоевград, мюзикълът „Законът на джунглата“ (носител на наградата София, 1989) има премиера в превод на френски в Париж (1993), а мюзикълът „Алис в страната на сънищата“ е поставен на гръцки език в Никозия и Ларнака – Кипър, декември 2012 г.
Освен наградите, присъдени му в България – АСКЕЕР (2001) и Кристална лира за джаз (2006) и др.), той е удостоен и с няколко престижни международни отличия: за хорова композиция („При извора“) в Ихлава – Чехия, за камерна музика на Фестивала Интерсонанцен в Потсдам – Германия (за „Игра с вятъра“), Наградата на конкурса Бьозендорфер (Химни на Слънцето за пиано), Златната ракла 2006 за музиката към филма „Врабците през октомври“, Втора награда на конкурса СОФИЯ 2009 („Кончерто носталджико“ за анс. Софийски солисти) и др.
БНТ заснема два филма, посветени на творчеството на Л. Денев: „Музиката, която правя“ (2000) и „Умно село – Клубът на тишината“ (2005). Член е на Съюза на българските композитори и на Българската секция на Международното дружество за нова музика (ISCM).